# Limpopo
Limpopo (afrikánsky Limpoporivier, anglicky Limpopo River, portugalsky Rio Limpopo), také nazývaná Krokodýlí řeka, je řeka v jižní Africe. Pramení na území Botswany, na středním toku tvoří státní hranici Jihoafrické republiky s Botswanou a se Zimbabwe a na dolním toku protéká Mosambikem. Je 1600 km dlouhá. Povodí má rozlohu 440 000 km².

## Průběh toku
Pramení na svazích hřbetu Witwatersrand a ze severu omývá planinu Veld. Na dolním toku protéká Mosambickou nížinou a ústí do Indického oceánu.

## Přítoky
- zleva – Notwani, Šaši, Šangane
- zprava – Sloní řeka, Magalakwin

## Vodní režim
Na horním toku řeka protéká suchými oblastmi a má zde málo vody. Hlavním zdrojem vody jsou levé přítoky a Sloní řeka. V létě, v období dešťů se úroveň hladiny na dolním toku zvyšuje o 5 až 7 m.

## Využití
Na středním a dolním toku se nachází několik zavlažovacích systémů. Vodní doprava je možná do vzdálenosti 160 km od ústí.